# Dicranella quelpaertensis
Dicranella quelpaertensis är en bladmossart som beskrevs av Jules Cardot 1907. Dicranella quelpaertensis ingår i släktet jordmossor, och familjen Dicranaceae. Inga underarter finns listade i Catalogue of Life.